# Setosellina goesi
Setosellina goesi is een mosdiertjessoort uit de familie van de Setosellinidae. De wetenschappelijke naam van de soort is voor het eerst geldig gepubliceerd in 1942 door Silén.